# La Femme de chambre
La Femme de chambre est une peinture à l'huile sur toile (73 × 54 cm), réalisée en 1916 par le peintre italien Amedeo Modigliani.
Elle est exposée dans la Kunsthaus de Zurich.